# Cuộc phiêu lưu của chú mèo Filemona

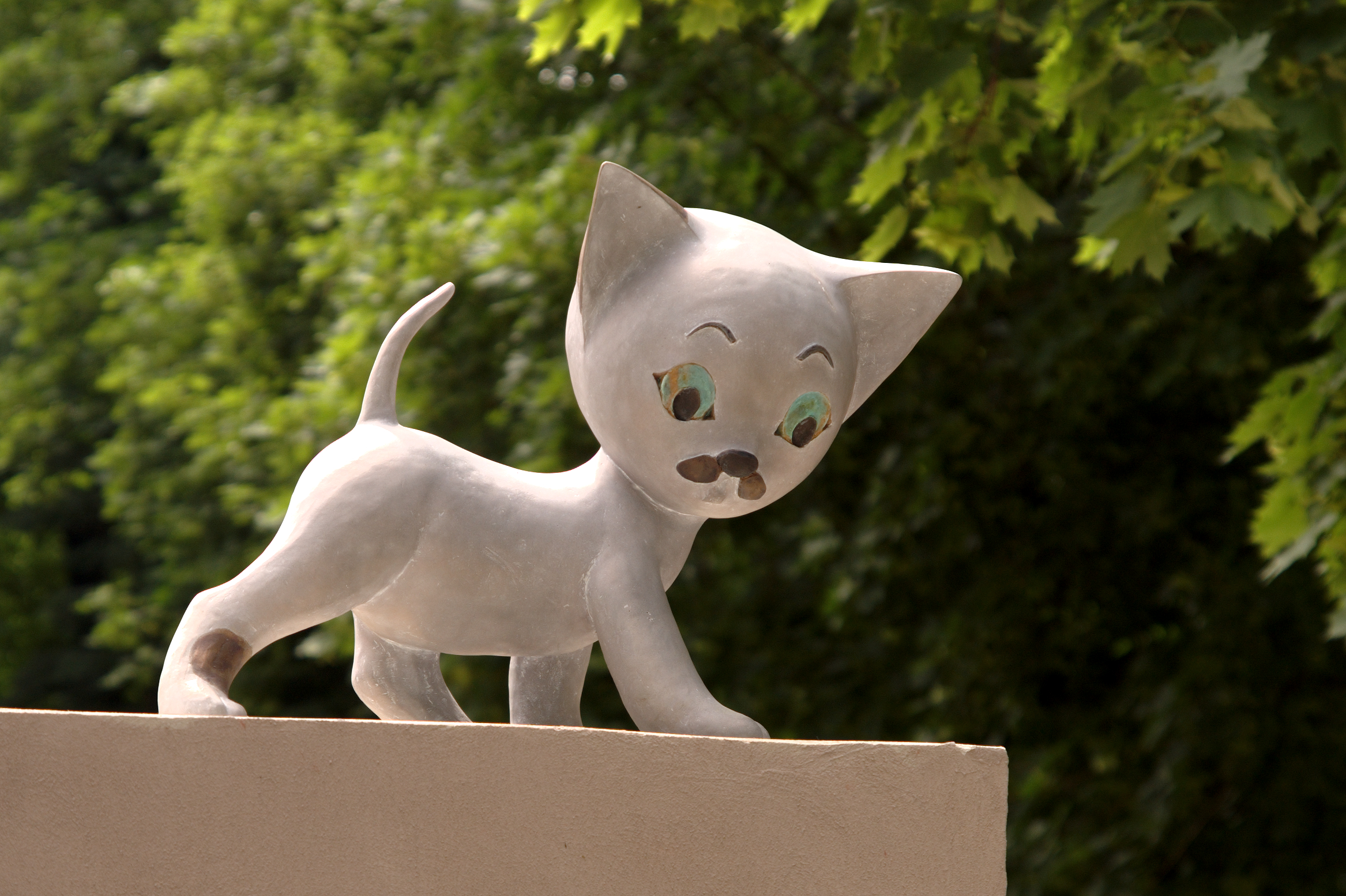
Tượng mèo Filemon ở Łódź.

Przygody kota Filemona (Cuộc phiêu lưu của chú mèo Filemon) là một bộ phim hoạt hình hoạt hình Ba Lan. Phim có 39 tập, được chiếu từ năm 1972 đến năm 1981.

## Lịch sử
Loạt phim được sáng tạo bởi Marek Nejman, một nhà biên kịch người Ba Lan, và được sản xuất bởi hãng phim hoạt hình Se-ma-for ở Łódź, Ba Lan. Cho đến tập thứ 13, loạt phim được gọi là Dziwny świat kota Filemona (Thế giới kỳ lạ của chú mèo Filemon).

Trong những năm 1990, một bộ phim bản dài và hai bộ phim ngắn nữa đã được thực hiện. Nhà thiết kế hoạt hình Andrzej Bzdak đã tham gia vào dự án này.

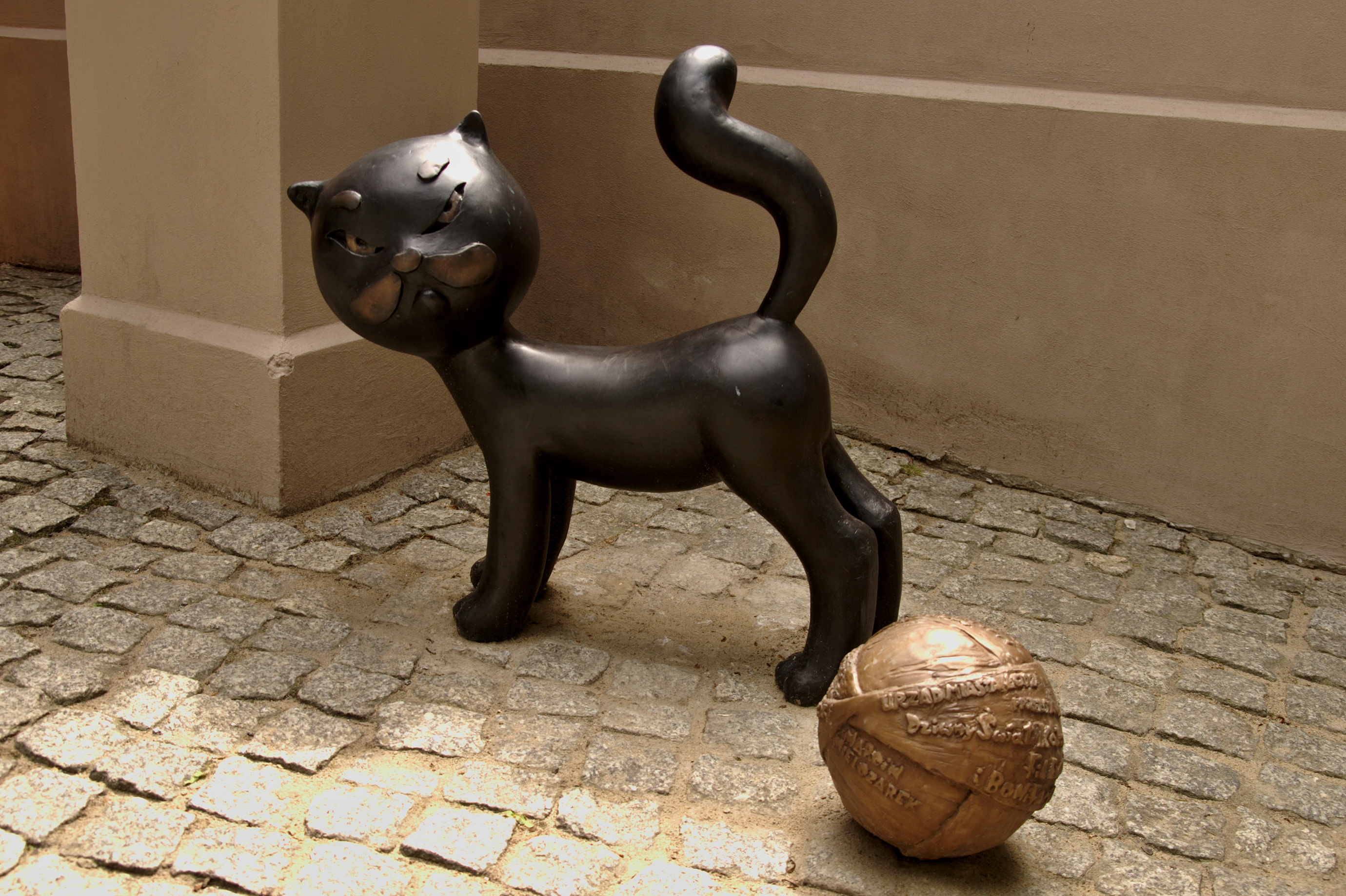
Tượng mèo Bonifacy ở Łódź

## Nội dung
Hai nhân vật chính trong loạt phim là: Filemon, một chú mèo con trắng, non nớt và ngây thơ; và Bonifacy, một con mèo đen, già và nghiêm túc. Các nhân vật khác là: Bà nội, Ông ngoại, Cún con, cáo, chuột, "con quái vật từ gác mái" và các con vật khác. Phim về chú mèo Filemon  giàu yếu tố nghệ thuật dân gian của Ba Lan.
Cuộc phiêu lưu của chú mèo Filemon do hai nữ diễn viên lồng tiếng Teresa Sawicka (tập 1-13) và Barbara Marszałek (tập 14-39) thuật lại.

## Các tập
Đây là danh sách một phần các tiêu đề của các tập phim.
- Thế giới kỳ lạ của chú mèo Filemon

1. Tên tôi là Filemon (Nazywam się Filemon) - Ludwik Kronic
2. Một buổi tối mùa đông (Zimowy wieczór) - Alina Kotowska
3. Dọn dẹp trong lễ Phục sinh (Wielkanocne sprzątanie) - Wacław Fedak
4. Tổng vệ sinh (Wielkie pranie) - Ludwik Kronic
5. Trốn tìm (Zabawa w chowanego) - Ludwik Kronic
6. À, mấy con chuột (Ach te myszy) - Alina Kotowska
7. Khi lá rơi (Kiedy liście opadają) - Ryszard Szymczak
8. Vị khác nhau (Co kto lubi) - Alina Kotowska
9. Giấc ngủ trưa (Poobiednia drzemka) - Ireneusz Czesny
10. Âm thanh khi ngủ thật kỳ lạ (Sposób na twardy sen) - Ryszard Szymczak
11. Vấn đề nghiêm trọng (Poważne zmartwienie) - Ireneusz Czesny
12. Quá giang đến thị trấn (Autostopem do miasta) - Wacław Fedak
13. Phía trên lò nướng (Miejsce na zapiecku) - Wacław Fedak
- Cuộc phiêu lưu của chú mèo Filemon

14. Một bất ngờ (Niespodzianka) - Ludwik Kronic
15. Cú lừa (Fortel) - Wacław Fedak
16. Gió thổi theo chiều nào (Szukaj wiatru w polu) - Ireneusz Czesny
17. Đêm Giáng sinh (Gwiazdka) - Ludwik Kronic
18. Tiếng động trong tủ quần áo (Co w szafie piszczy) - Wacław Fedak
19. Ai không làm việc (Kto nie Practiceuje) - Ireneusz Czesny
20. Giống mèo với chó (Jak pies z kotem) - Alina Kotowska
21. Mèo thân mến (Kocie drogi) - Alina Kotowska
22. Đồng hồ chim cúc cu (Zegar z kukułką) - Ireneusz Czesny
23. Đói như sói (Wilczy apetyt) - Andrzej Piliczewski
24. Trên gác mái (Strych) - Ludwik Kronic
25. Chú mèo trong túi (Kupić kota w worku) - Andrzej Piliczewski
26. Cái lỗ trên hàng rào (Dziura w płocie) - Alina Kotowska
27. Thời tiết tháng 4 (Kwiecień-plecień) - Zbigniew Czernelecki
28. Trò chơi cho chó con (bức tượng nhỏ Szczenięce) - Ireneusz Czesny
29. Đi dạo buổi tối (Nocny spacer) - Alina Kotowska
30. Mèo Aria (Kocia aria) - Andrzej Piliczewski
31. Một mớ hỗn độn (Groch z kapustą) - Andrzej Piliczewski
32. Cuộc so tài (Turniej) - Zbigniew Czernelecki
33. Người bạn trung thành (Najwierniejszy towarzysz) - Alina Kotowska
34. Người bạn Cáo (Przyjaciel lis) - Zbigniew Czernelecki
35. Một nơi của riêng tôi (Własny kąt) - Ireneusz Czesny
36. Vá lại vá (Łata na łacie) - Alina Kotowska
37. Cuộc đời đẹp tươi (Słodkie życie) - Ireneusz Czesny
38 Khởi động (Rozgrzewka) - Andrzej Piliczewski
39. Bonifacy, đợi một chút (Poczekaj Bonifacy) - Ireneusz Czesny